# Ainsley Seiger
Ainsley Cameron Seiger (Cary (North Carolina), 1998) is een Amerikaans actrice. 

## Biografie
Seiger doorliep de high school aan de Apex High School in Apex waar zij begon met optreden in het schooltheater. Tijdens haar high school mocht zij op uitnodiging voor een week optreden in het Minskoff Theatre, een Broadway theater in New York, waar zij werkte met Broadwayprofessionals. Seiger studeerde in 2010 af aan de University of North Carolina School of the Arts in Winston-Salem. 
Seiger begon in 2019 met acteren in de korte film American Waste, waarna zij de rol speelde als rechercheur Jet Slootmaekers in de televisieserie Law & Order: Organized Crime (49 afleveringen, 2021-2023) en in Law & Order: Special Victims Unit (2 afleveringen, 2021-2022). 